# Stenopsyche brevata
Stenopsyche brevata is een schietmot uit de familie Stenopsychidae. De soort komt voor in het Oriëntaals gebied.